# Connemara (film, 1990)
Pour les articles homonymes, voir Connemara (homonymie).
Pour plus de détails, voir Fiche technique et Distribution.
Connemara est un film français réalisé par Louis Grospierre, sorti en 1990.

## Fiche technique
- Titre original : Connemara
- Réalisation : Louis Grospierre, assisté de Jean-Marie Larrieu
- Scénario : Louis Grospierre
- Musique : Michel Bassignani, Christophe Pouget
- Photographie : Jacques Assuérus
- Montage : Hélène Plemiannikov
- Décors : Serge Douy
- Coordinateur des combats et des cascades : Claude Carliez et son équipe
- Pays de production :  France
- Format : Couleur
- Date de sortie : France : 6 juin 1990

## Distribution
- Charley Boorman : Loup
- Bernard-Pierre Donnadieu : Marc
- Deirdre Donnelly : La Reine
- Johara Farley : Brangien
- Brigitte Marvine : La reine
- Maurice O'Donoghue : L'évêque
- Daragh O'Malley : Frocin
- Steven Rekab : Kaherdin
- Jean-Pierre Rives : Morhoult
- Herve Schmitz : Le roi